# HAW-Verglasung
Die HAW-Verglasung ist ein Fertigungsverfahren zur Einbindung hochradioaktiver Abfälle (englisch High Active Waste, kurz HAW) in eine feste, auslaufresistente Glasmatrix (Konditionierung) zum Zwecke der Zwischenlagerung und späteren Endlagerung. 
Die hochradioaktiven Abfälle liegen im Rohzustand zunächst als Flüssigkeiten vor. Sie bestehen zum Großteil aus Spaltprodukten und einigen Actinoiden. Die Einschmelzung in Borosilikatglas hat sich im Laufe der letzten Jahrzehnte des 20. Jahrhunderts als das am besten geeignete Verfahren durchgesetzt und ist inzwischen technisch ausgereift, wenngleich auch Verfahren auf Basis von Natriumaluminiumphosphat- oder Eisenphosphatglas existieren.
Verschiedene Verglasungsvarianten wurden entwickelt. Sie weisen übereinstimmend folgende Teilschritte auf:
- Aufkonzentrierung der HAW-Lösung,
- Trocknung und Umwandlung der Nitrate in Oxide durch Erhitzen, und
- Chemische Reaktion der Oxide mit glasbildenden Zusatzstoffen.

In Abhängigkeit vom verwendeten Prozess laufen diese Teilschritte in Kombination oder hintereinander ab. 
An jeder der heute bestehenden oder geplanten Wiederaufarbeitungsanlagen ist eine entsprechende Verglasungsanlage entweder bereits in Betrieb, im Bau oder geplant. Weltweit sind durch den Betrieb von Wiederaufarbeitungsanlagen erhebliche Mengen solcher Abfälle angefallen. Der bei weitem größte Teil stammt aus dem militärischen Bereich. Zum Transport und zur (End-)Lagerung wird das Glas in sogenannte Glaskokillen gefüllt.